# 欧-皮索
欧-皮索（法語：Eaux-Puiseaux，法語發音：[o pɥizo]）是法国奥布省的一个市镇，属于特鲁瓦区。

## 历史
该市镇于1849年从市镇欧松划出而成立，由欧（Eaux）和皮索（Puiseaux）两地组成。

## 地理
欧-皮索（48°7'8"N, 3°53'19"E）面积8.61 平方千米，位于法国大東部大區奥布省，该省份为法国中北部省份，北起马恩省，西接塞纳-马恩省，西南至约讷省，东南至科多尔省，东临上马恩省。
与欧-皮索接壤的市镇（或旧市镇、城区）包括：欧松、埃尔维勒沙泰勒、奥特地区马赖、沃农。
欧-皮索的时区为UTC+01:00、UTC+02:00（夏令时）。

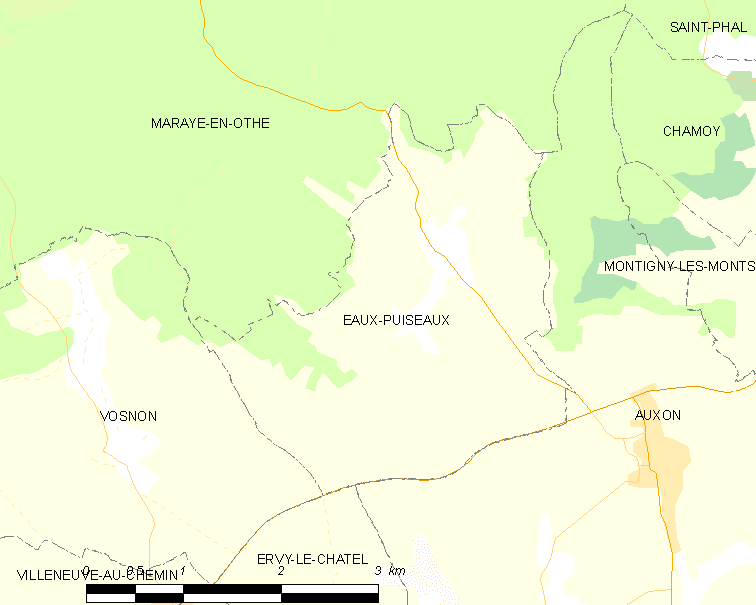
欧-皮索的OSM定位图

## 行政
欧-皮索的邮政编码为10130，INSEE市镇编码为10133。

## 政治
欧-皮索所属的省级选区为艾克斯-维勒莫尔-帕利斯县。

## 人口

1962-2008年间欧-皮索人口变化图示

欧-皮索于2022年1月1日时的人口数量为251人。